# تغییر اقلیم در ایران
ایران، با خطرات جدی از نظر پیامدهای تغییر اقلیم روبروست و برای بسیاری از این پیامدها آمادگی لازم وجود ندارد. وزیر کشور ایران در جولای ۲۰۱۸ هشدار داد که ایران در آستانه بحران اجتماعی جدی، یعنی مهاجرت اقلیمی قرار دارد که می‌تواند در طول پنج سال آینده تغییر چشمگیری در ماهیت اجتماعی ایران ایجاد کند.

## گرمایش
پیش‌بینی می‌شود دمای کشور تا سال ۲۰۳۰ افزایش یابد. تغییرات رواناب تمامی حوضه‌ها تا سال ۲۰۳۰ نیز کاهشی خواهد بود و بیشترین درصد کاهش رواناب به ترتیب مربوط به حوضه‌های بندرعباس- سدیج، کرخه و کارون است. در چنین شرایطی امکان بروز خشک‌سالی‌های شدید و سیلاب‌های شدید افزایش می‌یابد، چرا که با افزایش دو درجه دمای کشور، حدود ۲۷ میلیارد مترمکعب بر حجم تبخیر کشور افزوده شده و میزان تغذیه آب زیرزمینی تا حدود بیست درصد کاهش می‌یابد و نهایتاً تأمین آب شرب در اکثر کلان شهرهای کشور نیز در آینده با مشکل مواجه خواهد شد.
| نقشه اقلیم‌های مختلف ایران را نمایش می‌دهد | معتدل خزری بسیار مرطوب معتدل خزری مدیترانه‌ای با باران بهاره مدیترانه‌ای کوهستانی سرد کوهستانی بسیار سرد نیمه‌بیابانی سرد نیمه‌بیابانی گرم بیابانی خشک بیابانی خشک گرم خشک ساحلی گرم خشک ساحلی |

در حال حاضر ۲۷ درصد خاک‌های ایران برای کشاورزی شور است. کاهش بارش، افزایش دما و به واسطه آن افزایش تبخیر رطوبت خاک باعث افزایش میزان زمین‌های شور در سطح کشور خواهد شد و عملکرد زمین‌های دیم را به شدت کاهش خواهد داد. علاوه بر این کاهش کیفیت و کمیت مراتع به دلیل افزایش دما و کاهش بارش در اکثر نقاط کشور باعث کاهش درآمد عشایر از دامداری شده و از سویی دیگر فشار مضاعفی برای چرای دام در مناطق ممنوعه وارد خواهد ساخت و نهایتاً سبب تضعیف پوشش گیاهی منطقه و افزایش فرسایش خاک می‌شود.

## کلان‌شهرها
به‌طورکلی می‌توان سه دسته خطرات مرتبط با تغییر اقلیم برای کلان‌شهرهای ایران تعریف کرد: تغییرات دمایی (افزایش دمای روزانه و شبانه در شهرها و ایجاد امواج گرمایی)، تغییرات بارش (در برخی شهرها افزایش شدت و در برخی کاهش)، تغییرات در شدت طوفان‌ها و گرد و غبارها.
ازجمله اثرات تغییرات دمایی را می‌توان افزایش تقاضا برای خنک‌کنندگی، کاهش کیفیت هوای شهرها، کمبود انرژی، اثرات جزایر گرمایی، افزایش تقاضای آب و مسائل مرتبط با کیفیت آب، اثر بر سلامت انسان‌ها و افزایش خطر مرگ‌ومیر بر اثر گرما دانست (به‌عنوان‌مثال تا کنون مطالعه‌ای در خصوص افزایش هر درجه دما در کلان‌شهرهای ایران و تغییر در مصرف انرژی و آلودگی هوا و مصرف آب انجام نشده است). تغییر در الگوهای بارش (زیادشدن یا کم‌شدن) باعث فشار بر زیرساخت‌های آب و فاضلاب، تغییر کیفیت و کمیت آب‌های سطحی، آلودگی منابع آب، بیماری‌های مرتبط با آب، خطر بیماری‌های پوستی و عفونی و مرگ و میر، اختلال در سکونت ‌گاه‌ها و حتی اختلال در حمل و نقل می‌شود. طوفان‌ها و گرد و غبار باعث افزایش مهاجرت و تغییر الگوی سکونت‌گاه‌ها، ازبین‌رفتن دارایی‌ها و افزایش بیماری‌ها خواهد شد.
کلان‌شهرهای ایران به‌صورت نامتناسبی تحت‌تأثیر این خطرات هستند و در این خصوص از حمایت نهادی و زیرساختی متناسب با این خطرات برخوردار نیستند. برای مثال، در شهر تهران زیرساخت‌های بهداشتی برای مقابله با مصدومان و بیماران در هریک از این بحران‌های اقلیمی، مقایسه با شهرهای توسعه‌یافته دنیا وجود ندارد و در مواقع بحران امکان خدمات‌رسانی در شهر متناسب با جمعیت آن به ‌هیچ ‌وجه وجود ندارد. بحران‌های مرتبط با تغییر اقلیم همه‌گیر بوده و تمام شهر و مناطق اطراف آن را دربرمی‌گیرد و به‌صورت دائمی سرمایه‌های اجتماعی و اقتصادی شهر را در یک فرایند فرسایشی از بین می‌برد. نمونه‌ای از این اثرات را می‌توان در پدیده گرد و غبار و قطعی برق در خوزستان و اثرات آن در چند ماه اخیر جستجو کرد.